# Joan Riera Yern
Joan Riera Yern, conegut com en Joan Sastre fou mariner, saliner i també polític. Va pertànyer al sindicat de la CNT. Durant la Segona República va pertànyer també al partit Aliança Republicana. Fou membre de la maçoneria, tant de la lògia eivissenca Sol Naciente com del triangle Orto de Formentera. El 7 de maig de 1936 fou nomenat batle de Formentera fins que fou deposat el 19 de juliol d'aquest càrrec a favor de Joan Serra Torres. El 7 d'agost de 1936, però, amb l'arribada del general Alberto Bayo amb l'ocupació republicana de l'illa, Joan Riera fou reanomenat una altra vegada com a batle (o cap de la gestora).
Sembla que durant la guerra, mentre ocupà aquest càrrec feu tot el possible per protegir els ciutadans d'ideologia dretana empresonats. Cal tenir present que amb l'arribada de Bayo foren empresonades entre quaranta i cinquanta persones per ser simpatitzants a l'Alçament. Finalitzada l'ocupació republicana, no abandonà l'illa i fou detengut el maig de 1937.
El consell de guerra al qual fou sotmès va sobreseure el cas el desembre del mateix any, però el 1945 va tornar a ser jutjat pel Tribunal especial per a la repressió a la maçoneria i el comunisme, que el condemnà a dotze anys de presó, encara que la pena fou commutada l'any següent.